# Johann Georg Estor
Johann Georg Estor (né le 8 juin 1699 à Schweinsberg, mort le 25 octobre 1773 à Marbourg) est un juriste, généalogiste et collectionneur allemand.

## Biographie
Les ancêtres de Johann Georg s'appellent à l'origine Esther ou Hester et sont traçables à Schweinsberg à partir de 1573. Il est le fils du barbier et chirurgien Johann Heinrich Estor (né vers 1665 ; mort le 15 novembre 1703 à Speierbach) et de son épouse Anna Katharine Stein (mort le 30 juillet 1739 à Schweinsberg), qui se sont mariés le 6 septembre 1698. Il reçoit son baptême le 9 juin de l'année de sa naissance. Après la mort prématurée de son père, sa mère épouse l'administrateur Johann Justus Faber le 13 janvier 1707. Après qu'Estor suit des cours particuliers, il se rend d'abord à l'université de Marbourg le 4 avril 1715, puis à l'université de Gießen le 24 octobre 1715, où il poursuit d'abord ses études de langue et générales, puis se tourne vers la jurisprudence. En mai 1719, après un court séjour à l'université d'Iéna, il s'installe à l'université de Halle. Ici, il est d'abord hébergé dans la maison du chancelier de l'époque, Johann Peter von Ludewig, avant d'être accueilli par Nikolaus Hieronymus Gundling, qui le traite comme un fils et, en plus d'un entretien gratuit, lui donne accès aux activités de loisirs et à la haute société.
Après avoir terminé ses études à Halle, il travaille brièvement comme précepteur privé notamment, avant de terminer son stage juridique à la Chambre impériale à Wetzlar et en 1725, il obtient une licence de droit à l'université de Gießen. En 1726, Estor reçoit une chaire extraordinaire de droit et en même temps le titre de conseiller et d'historiographe de Hesse-Darmstadt. En 1727, il devient professeur titulaire à la faculté de droit et le 14 août 1728, il accepte finalement le doctorat en droit. En 1734 et 1735, il reçoit des appels de l'université d'Helmstedt, qu'il refuse. Il accepte l'offre de l'université d'Iéna en tant que professeur de digeste à la faculté de droit et en tant qu'assesseur au tribunal du Schöffenstuhl, combiné avec le titre de Hofrat. Au semestre d'été de 1737, il est élu à l'unanimité pro-recteur de l'université. Il refuse l'appel en 1739 à l'université brandebourgeoise de Francfort.
En 1742, il accepte l'appel à la deuxième chaire de droit, combinée avec le titre de Regierungsrat, à l'université de Marbourg. Il rejette tous les appels ultérieurs à Halle, Erlangen et Gießen (1743), à Göttingen et Tübingen (1744), à nouveau à Gießen (1746), à nouveau à Halle (1749), à Wittenberg (1752) et à Utrecht et Leyde. À Marbourg, en revanche, il est promu premier professeur de droit en 1748 et devient vice-chancelier de l'université. En 1754, Estor devient Regierungsrat et enfin en 1768 chancelier de l'université et Geheimen Rat. Après sa mort, le corps d'Estor est inhumé à Schweinsberg le 27 octobre 1773. La pierre tombale de Johann Georg Estor est érigée à l'église Saint-Étienne  de Schweinsberg.
Son ouvrage Delineatio juris publici ecclesiastici protestantium exhibens jura et beneficia augustanae confessionis eique addictorum est mis à l’Index librorum prohibitorum le 28 juillet 1742.